# Зоологічний сад Цюриха

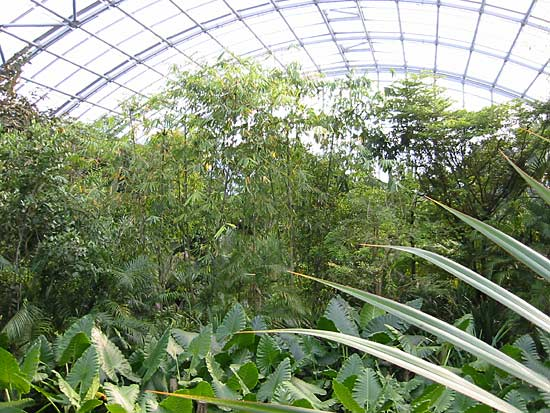
Інтер'єр залу Масоала

Цюрихський зоопарк — зоопарк, що знаходиться у Цюриху, в Швейцарії, і вважається одним з найкращих зоопарків Європи. Його відкриття відбулося 1929 року та до сімдесят п'ятого року в зоопарку було зібрано 2200 особин, що належать 300 видам. Він знаходиться на вулиці Цюрихбергштрассе, в нижній частині вершини Цюрихберг в кварталі Флунтерн.
Одним із культурно-масових заходів зоопарку є парад пінгвінів, який проводиться щодня після полудня, якщо температура повітря ззовні нижче десяти градусів за Цельсієм.
З 1954 по 1973 р. директором Цюрихського зоопарку був зоолог Хейні Хедігер. Зоопарк є членом Всесвітньої асоціації зоопарків та акваріумів (англ. WAZA) та Європейської асоціації зоопарків та акваріумів (англ. EAZA).
Найцікавішим тут є виставка індійських слонів та павільйон Масоала, які знаходяться всередині великого купола. Гості можуть навіть спостерігати за слонами, коли ті знаходяться під водою. Зоопарк також відомий як перша і єдина європейська установа, яка успішно розводить Галапагоських черепах. Протягом багатьох років звідси відправляють маленьких черепах до більш ніж двох десятків інших зоопарків. У 2005 році в зоопарку було виявлено, що сім лемурів, спійманих в Андасібе, яких вважали мишачими лемурами, насправді були новим видом, який згодом був названий як мишачий лемур Гудмана.

## Генеральний план
У 1992 році був представлений новий план розвитку зоопарку. До 2020 року площа зоопарку мала збільшитись удвічі, при цьому залишаючи кількість видів незмінною та відремонтовуючи більшість вольєрів. Мета плану полягала в тому, щоб сфокусувати увагу не на тваринах, а на екосистемах, дозволяючи їм бродити місцевістю, прихованою від очей відвідувачів. Щоб відтворити екосистеми — Євразію, Південну Америку та Африку / Мадагаскар, зоопарк географічно розділили на окремі зони.
Оновлений генплан є орієнтиром до 2030 року:

### Вже існуючі вольєри

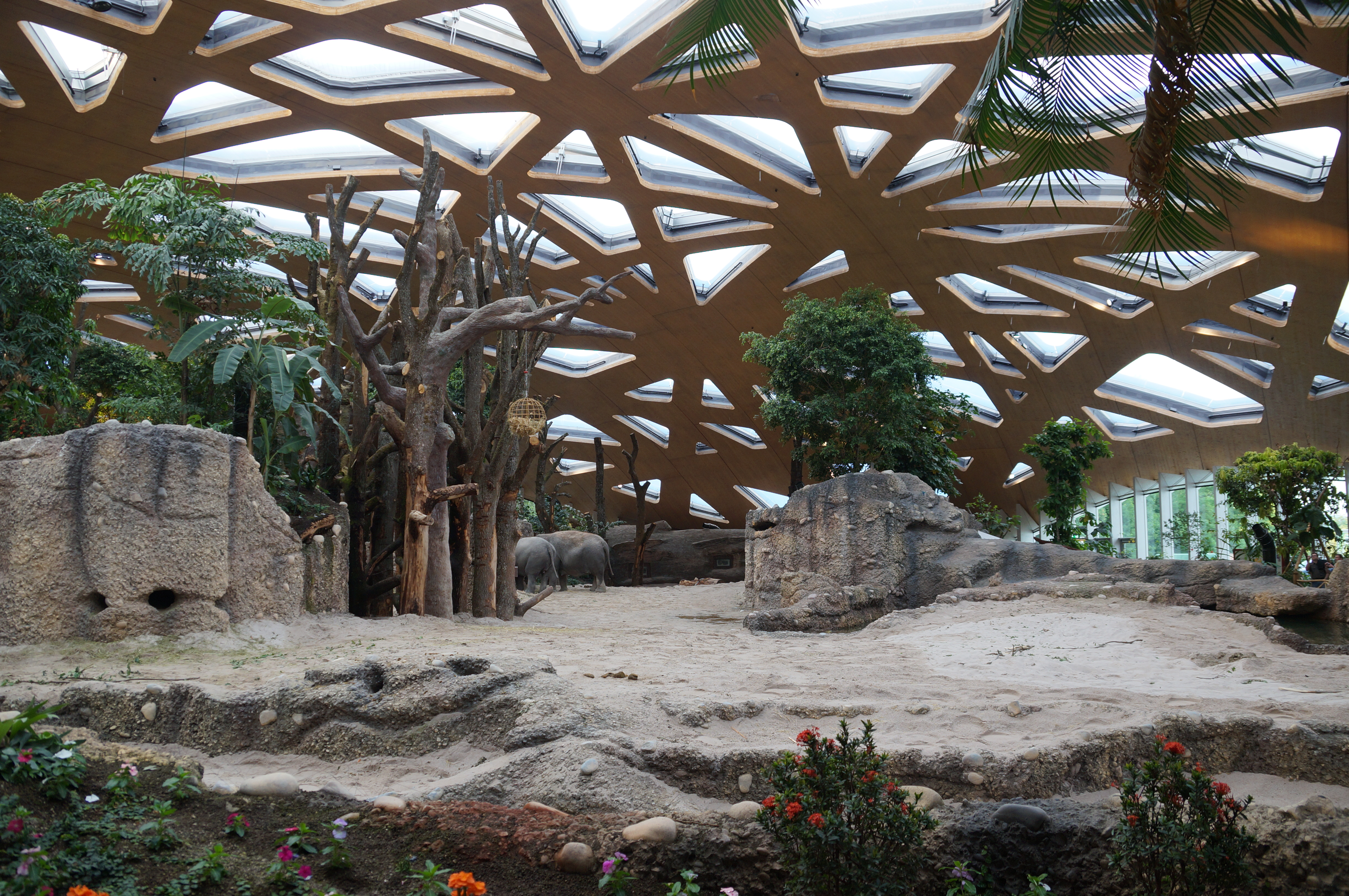
Інтер'єр парку слонів Кенг Крачан

- (оновлений в 1989 і 2016 роках). Екзотаріум — морські та прісноводні риби, пінгвіни, плазуни та південноамериканські птахи, ссавці та земноводні .

- Павільйон з еволюційною тематикою — Галапагоські черепахи
- Павільйон азійського степу та антилоп — зебри, аравійський орикс і газелі
- Великий павільйон мавп — орангутани, сіаманги, гібони та горили
- (1995) Гірський ліс Сангая — Очкові ведмеді та Носухи
- (1998) Євразійські водно-болотні угіддя Селенги — водоплавні птахи
- (2003) Гімалаї — амурські тигри, снігові леопарди, тибетські вовки та червоні панди
- (2002) Зооліно та живий куточок — зоопарк для дітей із сільськогосподарськими тваринами та кажанами
- (2003) Павільйон тропічних лісів Масоали — флора та фауна Мадагаскару (лемури варі, гекони, хамелеони тощо).
- (2006/2007) Ліс посушливої зони Гіру — азійські леви та азійські дрібнозубі видри
- (2008) Нагір'я Семієну — Гелади та козли Валія Ібекс
- (2012) Водно-болотні угіддя Пантаналу — бразильські тапіри, велетенські мурахоїди, капібари, білячі мавпи та капуцинові мавпи
- (2014) Парк слонів Кенг Крачан — індійські слони, антилопи Гарна та канчилі
- (2015) Монгольський степ — двогорбі верблюди, яки та кашмірські кози [Архівовано 14 грудня 2019 у Wayback Machine.]
- (2018) Австралія (раніше павільйон Африки) — коали, валабі, ему, кукабари, строкаті варани та папуги Лорі

### В процесі розробки
До 2020 року планується відкриття секції Савана Лева. В ній будуть представлені такі тварин, як жирафи, білі носороги, зебри, антилопи, страуси, гієни та сурикати.

### Подальший розвиток
- Канатна дорога зоопарку
- Нові вольєри для гомінідів
- Нова прибережна екосистема для тюленів, видр та морських птахів
- Місце проведення заходів
- Екосистема азійського степу для бантенга та аравійського орикса